# サル・プレイエル
サル・プレイエル（Salle Pleyel）は、フランス・パリ8区にあるコンサートホール。

## 概要
最大1913席収容。パリ管弦楽団とフランス放送フィルハーモニー管弦楽団のフランチャイズホールでもあった。
初代ホールは1839年に完成。当時はプレイエルのショールームも併設されていた。1927年完成の現在の建物は3代目である。当時は3000席収容だった。2002年から4年間大規模な改修工事を行った結果、現在の収容定員数となっている。
2015年1月、フィラルモニ・ド・パリが開業し、当ホールはクラシック音楽のコンサートには利用されなくなった。